# ニジェール海岸保護領

オイルリバーズ保護領（1884年 - 1893年）
ニジェール海岸保護領（1893年 - 1900年）
Oil Rivers Protectorate (英語)
Niger Coast Protectorate (英語)

国歌: God Save the Queen（英語）
女王陛下万歳

ニジェール海岸保護領（ニジェールかいがんほごりょう、英語: Niger Coast Protectorate）は、現在のナイジェリアのオイル・リバーズ地域に存在したイギリスの保護領で、もともとは1884年にオイルリバーズ保護領として設立され、翌年のベルリン会議で認められた。1893年5月12日に改名され、1900年1月1日に王立ニジェール会社の統治領域と合併し、南部ナイジェリア保護領を形成した。

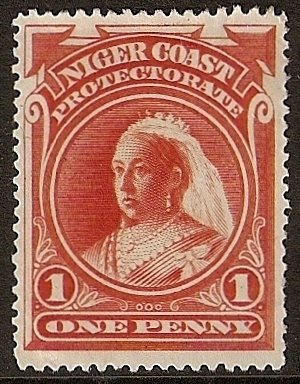
ニジェール海岸保護領の切手のヴィクトリア女王（1894年）